# YouPorn
YouPorn（ユーポーン）は、アメリカの無料アダルト動画共有サービスであり、世界で最もアクセス数の多い100のウェブサイトの一つである。アダルトビデオ制作会社のヴィヴィッド・エンターテインメントが、2004年以来DVDの売り上げが落ち続けていることを理由に買収を持ちかけたが、不成立に終わった。2006年8月に公開以来、インターネット上で最も人気の高いポルノサイトに成長し、2007年11月に世界最大の無料ポルノサイトであることが発表された。2013年2月の時点では、世界中で83番目に人気がありポルノサイトとしての人気は5位（ポルノサイトの分類では、競合他社xHamster、XVideos、Pornhub、成年向けウェブカメラサイトのLivejasminの次）である。
このWeb2.0のサイトでは、利用料を徴収せず広告収益で運営されているという点で、他の多くのポルノサイトとは異なる。2007年5月のとあるジャーナリストの発言によると、毎月の広告収入は120,000ドルであり、収益はスティーブン・ポール・ジョーンズの手元に入るとされている。

## 所有権
ドメイン名は2005年12月に同社により登録されている 。YouPorn自身のサイトによれば、サイトの所有者はキュラソー島の首都ウィレムスタットに所在するMidstream Media International N.V.であるとされている。ブリティッシュコロンビア大学にてジャーナリズムの単位を取得しているレポーターの Sunny Freemanは、The Tyeeでの記事で同社を「ドイツ基盤の会社」と記述している。同サイトはテキサスのホスティングサービスによって経営されている。
2011年に、PornhubやSpankWireなど有名ポルノサイトを保有する、ルクセンブルクを拠点とする成人向けコンテンツを取り扱うManwinによって買収された。

## 競合サイト
アダルト動画共有サイト初期において、2006年7月に公開し人気を博したPornoTubeは、2006年8月に公開したYouPornに利用者数が劣っていた。2007年10月の時点でYouPornはアレクサ・インターネット調べによると世界で35番目の人気であり、同年に毎月1500万の新規利用者を計上した。総合的に動画を扱うYouPornの主な競合サイトとしては上記サイトやXtube、RedTubeやPornhub等があり、その他多くのアダルト動画共有サイトは特定の性癖別に特化した。
これらのサイトは従来の有料ポルノサイトや、雑誌やDVDなどのコンテンツ販売モデルに対する強力な競合対象とみなされている。

## 帯域幅
2012年、Extreme Techは、2006年に報告された一日あたり3 テラバイトという使用量を上回って、YouPornが一日あたり950テラバイトの帯域を動画配信に使用しているとしている。

## 批判と賞賛
動画視聴にあたり利用者の年齢確認ができないことや、著作権無視のコンテンツアップロード、個人的な性行為動画の流出などの問題が表面化しており、2007年にはVivid Entertainment社がYouPornに対して訴訟を起こした。
投稿動画には非現実的な内容のアダルトビデオ作品とは一線を画し、アマチュアカップルの性行為を撮影した手作り感に溢れる動画も多く一部で高い評価を受けている。

## 規制

### ドイツ
ドイツの法律では、実質的な年齢認証がない性描写が露骨なコンテンツの頒布を認可しておらず、 Bundesprüfstelle für jugendgefährdende Medien(青年に害のあるメディアを取り扱う部門)はその対象の中にYouPornを置いた。2007年4月以来、ドイツのGoogleの検索エンジン（google.de）においては性描写が露骨なサイトとして分類され、リンクが差し替えられるなどブロッキングの措置がとられた。
反ポルノサービスを展開するKirchbergからの要請に応じて、2007年の9月にドイツのプロバイダーArcorはYouPornやその他いくつかのポルノサイトを露骨な性描写を行うものとして、ルーティングレベルに置いてアクセス遮断を施行した。この措置により200万人以上のユーザーが影響を受けたが、ドイツ海賊党は、ArcorのカスタマーがYouPornにアクセスし続けられるよう即座にプロキシサーバーを開設した。
YouPornに対して設定されたIPアドレスによるフィルタリングが他のサイトにも影響与えたことから、Arcorは同年9月17日にアクセス遮断を解除した。これに対しKirchbergは訴訟を起こし、ArcorがYouPornによる不当な競争を助長したと主張した。そして2007年10月19日に、Arcorに対して、YouPorn.comへのアクセス制限を再開するよう求める一時的な命令を発せさせるに至らしめた。2007年10月23日Arcorは再びYouPornに対するアクセス制限を開始したが、この時は容易に回避可能なDNSベースの規制を行い、当局の命令に対し成功裏に異議を申し立てる姿勢を見せた。

### シンガポール
2008年5月にYouPornとRedTubeに対するアクセス遮断を行った。政府当局はこの措置について「象徴的申し立て」であるとしている。

### スリランカ
2009年7月にYouPornやRedTube、XVideosやXhamsterを含む12のウェブサイトへのアクセス遮断を行った。

## 歴史

### 視聴者
2009年時点、RedTube、Pornhubと並んで世界最大のポルノサイトである。これらのサイトは合計して1億人の閲覧者を得ている。

### Team YP
YouPornはTeam YPとして知られているeスポーツチームのスポンサーである。